# Puerto de Vallejera
El puerto de Vallejera de Riofrío (más conocido como puerto de Vallejera) es un puerto de montaña situado en el término municipal de Vallejera de Riofrío, al sureste de la provincia de Salamanca, en la comunidad autónoma de Castilla y León, España.

## Descripción
- Está situado en diferentes alturas: a 1186 m de altitud en la A-66, a 1202 m en la carretera N-630 y el puerto primitivo, en el camino del puerto, alcanza los 1225 m de altitud. Sirve de límite jurisdiccional entre tres municipios, Fresnedoso, Sorihuela y Vallejera de Riofrío. En su vertiente norte hasta la localidad de Sorihuela, en un recorrido de 3,5 kilómetros, hay un desnivel de casi 200 metros. A la derecha del puerto se encuentra el pequeño macizo de la Hoya, cuya máxima altitud es de unos 1323 metros, y a la izquierda hay otro pequeño macizo, cuya máxima altitud, el pico de Cabeza Gorda, alcanza los 1523 metros sobre el nivel del mar. Este puerto de montaña se encuentra a escasos 11 km de la estación de esquí de La Covatilla.

- Los usos del puerto de montaña de Vallejera de Riofrío es el principal paso de sur a norte de la península, ya que se encuentra en la A-66, la ruta de la plata que se traslada desde Sevilla hasta Gijón.

- El clima de este puerto de montaña,es el continental con influencia montañosa, que quiere decir que en invierno es muy frío y en verano bastante caluroso. En invierno casi toda la precipitación que cae es de nieve, ya que las temperaturas no suelen subir de los 5 °C de máxima.
- Tabla climática del puerto de Vallejera (centro climático instalado en el puerto de Vallejera, a 1187 metros de altitud).

| Mes                | Ene | Feb | Mar | Abr | May  | Jun  | Jul  | Ago  | Sep  | Oct | Nov | Dic | Año  |
| ------------------ | --- | --- | --- | --- | ---- | ---- | ---- | ---- | ---- | --- | --- | --- | ---- |
| Temperatura media  | 0,6 | 1,7 | 5   | 7,8 | 10,2 | 15,3 | 19,5 | 19,9 | 13,8 | 9,2 | 6,1 | 1,5 | 9,21 |
| Días de nevadas    | 12  | 11  | 4   | 1   | 0    | 0    | 0    | 0    | 0    | 0   | 1   | 6   | 35   |
| Precipitación (mm) | 184 | 149 | 130 | 167 | 126  | 39   | 18   | 19   | 46   | 87  | 142 | 170 | 1277 |

- En el puerto de vallejera nacen varios ríos o regatos. Los más importantes son el río Valvanera, el regato Fresnedas, y con menos importancia el regato del Puerto y el regato de Fresnedoso.